# 칼리 콜론
칼리 콜론(Carly Colón)은 링네임이 칼리토(Carlito)라는 가지고 있다. 본명은 카를로스 에드윈 주니어(Carlos Edwin Jr., 1979년 2월 21일 ~ )는 푸에르토리코의 프로레슬링선수다.피니쉬 무브는 백 스태버이다.

## 신체 사항
키 178cm
몸무게 100kg

## 경력
- WWE 인터콘티넨탈 챔피언 1회
- WWE 월드 태그팀 챔피언 (구 버전) 1회 ( 프리모 )
- WWE 태그팀 챔피언 (구 버전) 1회 ( 프리모 )
- WWE 유나이티드 스테이츠 챔피언 1회